# Grindverk
Grindverk fue un grupo islandés formado en noviembre de 1997 por Einar Örn Benediktsson (exintegrante de The Sugarcubes), Sigtryggur Baldursson (exintegrante de The Sugarcubes, Bogomil Font y Dip) y Hilmar Örn Hilmarsson, un reconocido músico (cuyos trabajos se remontan a Current 93 y participaciones como en Psychic TV, y más recientemente una colaboración con Einar Örn en Frostbite, entre otras).
El término “Grindverk” o “Grindewerke” fue acuñado por la poeta islandesa Didda. Según sus integrantes, Grindverk refleja cambios súbitos de ritmos y melodías para que todos puedan cantar y bailar. El término Grindewerke, es empleado para describir un método especial de baile donde la persona sacude sus caderas contra una pared.
En 1999, Grindverke lanzó un solo trabajo titulado Gesundheit Von K, un vinilo de 12”, a través de la discográfica Fat Cat Records. El álbum contiene 4 pistas que marcan la amplia variedad musical: desde el funk posindustrial de la canción que le da nombre al álbum, hasta la canción “Kastrato” con un jazz exótico.
Después del lanzamiento de su álbum debut, Einar Örn emprendió su carrera solista con un lanzamiento en 2003: Ghostigital.

## Discografía
- 1999 - Gesundheit Von K (Fat Cat Records)